# Apache Geronimo
Apache Geronimo（アパッチ・ジェロニモ）は、Apacheソフトウェア財団によるJava Platform, Enterprise Edition (Java EE) の実装であり、Apache Licenseのもとに公開されているオープンソースプロジェクトである。
Google App Engineなどでも採用されている。サーブレットコンテナとしてApache Tomcatを標準で採用しており、WebサービスとしてApache Axis2を採用している（当初はJettyとTomcatから選択可能としていたが、3.0からTomcat版のみとなっている）。これ以外にも、ソフトウェアコンポーネントを組み合わせApache Geronimoは構成されている。このソフトウェアコンポーネントはGeronimo Kernelが管理し、EJBコンテナを起動したり、サーブレットを起動すると言ったことは、各コンポーネントが担当する。